# Bearsville Records
Bearsville Records foi fundada em 1970 por Albert Grossman. Artistas como Todd Rundgren, Foghat, Halfnelson / Sparks, Bobby Charles, Randy VanWarmer, Paul Butterfield's Better Days, Lazarus, Jesse Winchester, e NRBQ já passaram pela gravadora. O selo foi encerrado em 1984.
O inicial distribuidor da Bearsville foi a Ampex Records. De 1972 até o presente, o selo foi distribuído pela Warner Bros. Records. Rhino Records atualmente distribui o catálago da Bearsville. Isto quer dizer que a Warner Music é dona deste selo.
Em 1986, o catálogo da Bearsville foi deixado para Louis L. Gregory como parte dos bens de Albert Grossman. 